# ماري ستيوارت ماكدوغال
ماري ستيوارت ماكدوغال (بالإنجليزية: Mary Stuart MacDougall)‏ هي أحيائية أمريكية، ولدت في 1885 في لورينبرغ في الولايات المتحدة، وتوفيت في القرن العشرين.